# بسيرة
بسيرة جدة حميضة بنت ياسر صحابية من المهاجرات، بايعت الرسول محمد، وروت عنه، وروت عنها حميضة بنت ياسر.